# Autos processuais
Autos processuais são o conjunto das peças constitutivas de um processo judicial ou administrativo, tais como as petições, termos de audiências, certidões, entre outros. Tradicionalmente sempre foram em formato físico, mas com o advento do processo eletrônico, estes vem sendo gradualmente substituídos pelos autos em formato eletrônico.

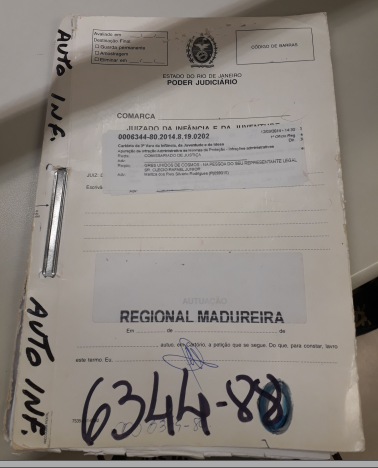
Exemplo de autos processuais físicos no Tribunal de Justiça do Estado do Rio de Janeiro.

Os autos físicos são formados por um calhamaço de papeis, presos entre si por grampos trilhos plásticos ou colchetes ("bailarinas" de prender papel), e que geralmente possuem uma capa. Nestes volumes de papeis, são registrados os atos de cada processo. Os autos são trabalhados por funcionários públicos, geralmente do poder judiciário, mas também de outros poderes, no caso dos processos administrativos. As partes, ou seus advogados, tem acesso à sua visualização, e por vezes, estes últimos podem retirá-los da guarda estatal por um prazo determinado, comprometendo-se a devolvê-los íntegros. Cada ato processual, mesmo nos processos físicos, costuma ser registrado num sistema eletrônico, para melhor acompanhamento. Eventualmente, em caso de extravio dos autos físicos, estes podem ser reconstituídos através de cópias das peças fundamentais.
Já no processo eletrônico, os autos tramitam inteiramente em formato eletrônico. 

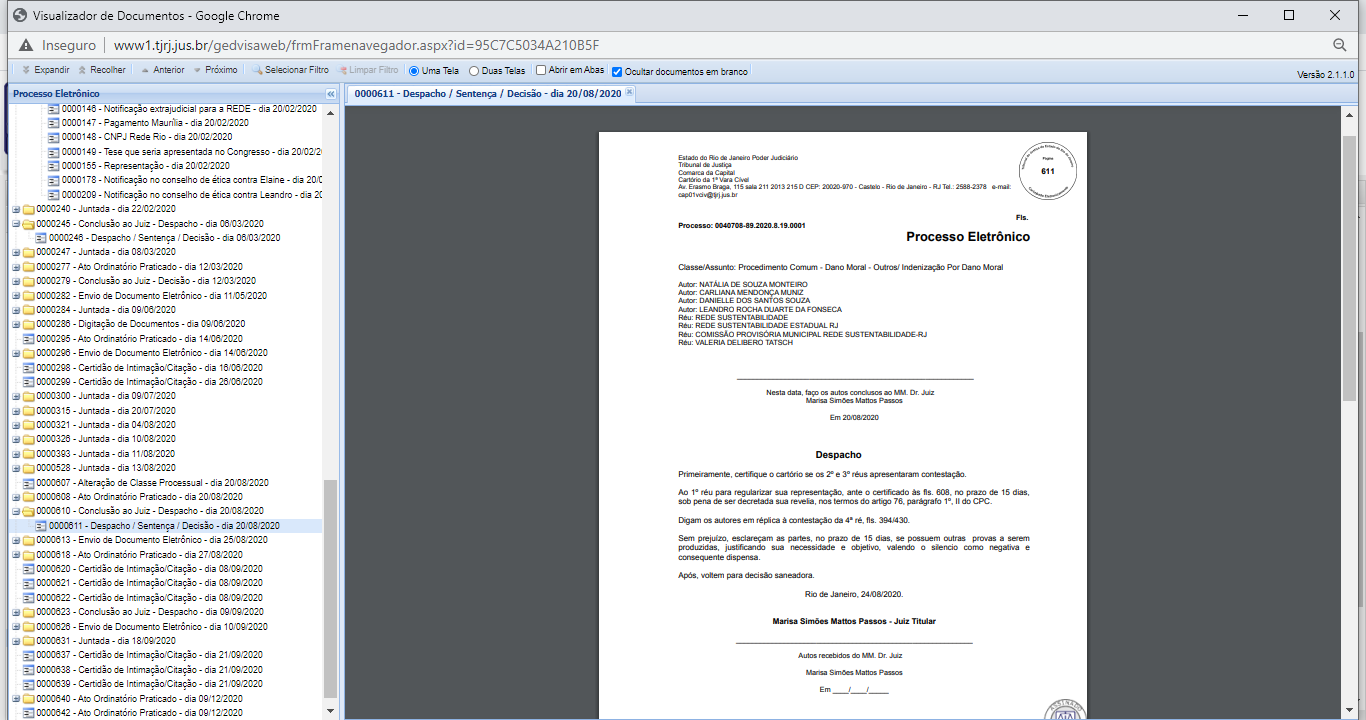
Exemplo de autos processuais eletrônicos no Tribunal de Justiça do Estado do Rio de Janeiro.

O início da informatização dos processos se deu na Alemanha em 1966, quando foi criada a Comissão Federal para Informatização e Racionalização da Justiça. Outros países, como Itália, Estados Unidos e Portugal, passaram também a adotar a informatização dos serviços notariais. Com a popularização da internet, no final da década de 1990 e início da década de 2000, foram possibilitadas experiências de implantação autos inteiramente digitais. No Brasil, tem-se observado que a implementação de autos processuais inteiramente eletrônicos tem contribuído para a diminuição do tempo de tramitação dos processos.
No Brasil, em novembro de 2020, autos eletrônicos do Superior Tribunal de Justiça foram atacados e criptografados por hackers, naquele considerado o maior ataque hacker da história do país.